# Chiesa di Santa Teresa del Bambin Gesù (Parma)
La chiesa di Santa Teresa del Bambin Gesù, detta anche della Trinità Nuova o oratorio dei Rossi, è un luogo di culto cattolico dalle forme barocche e neorinascimentali, situato in strada Giuseppe Garibaldi 28 a Parma, in provincia e diocesi di Parma; è sede di una parrocchia compresa nella zona pastorale della città.

## Storia
La chiesa fu fondata dalla confraternita dei Rossi, così chiamata perché i sodali indossavano una cappa rossa, eretta nel 1584 nella chiesa della Santissima Trinità di Parma per l'assistenza ai pellegrini e ai convalescenti. I confratelli nel 1604 lasciarono la chiesa della Santissima Trinità e si insediarono in un piccolo oratorio presso la chiesa di San Barnaba, dove nel 1617 fondarono la chiesa della Trinità Nuova.
La chiesa fu ampliata una prima volta nel 1636 sotto la direzione di Girolamo Rainaldi, poi nel 1685 su progetto di Stefano Lolli e ancora nel 1693.
Il 1º luglio 1920 la chiesa passò ai carmelitani scalzi: il 1º luglio 1973 la chiesa fu eretta in parrocchia con il titolo di Santa Teresa del Bambino Gesù e la cura d'anime fu affidata ai frati.

## Descrizione
La chiesa è a navata unica, con tre cappelle laterali per parte. La terza cappella a sinistra è più grande rispetto alle altre e riproduce la Santa Casa di Loreto. Da destra si accede invece a una quarta cappella, detta delle Reliquie, benedetta dal vescovo Enrico Solmi il 16 luglio 2024.
La facciata neorinascimentale a bugne di marmo fu eseguita su disegno di Ernesto Piazza tra il 1862 e il 1864. Il bassorilievo nella lunetta sulla porta d'ingresso, raffigurante la Trinità, è di Antonio Ilarioli. La decorazione a stucco dell'interno fu realizzata da Domenico Reti nel XVII secolo.
Il dipinto ovale dell'altare maggiore rappresenta la Trinità ed è opera del pittore Giovan Battista Borghesi: la tela è inserita in un'ancona in stucco con colonne tortili in marmo. La chiesa conserva anche dipinti di Alessandro Tiarini, Giulio Cesare Amidano e Vincenzo Campi.

## Organo
Sulla prima cantoria a sinistra dell'altar maggiore, si trova la cassa dell'organo costruito dall'organaro bergamasco Giuseppe Serassi nel 1788, pesantemente snaturato e modificato con l'aggiunta di un secondo manuale dall'organaro Pietro Gazza all'inizio del XX secolo. Attualmente (2013), in seguito ai lavori intorno agli anni '70 dello scorso secolo di restauro ed ampliamento da parte della ditta milanese Corno possiede due consolle: una di provenienza sconosciuta in cantoria e una nuova ubicata davanti alla riproduzione della Santa Casa, dirimpetto alla cantoria con l'organo.